# グリア・ガースン

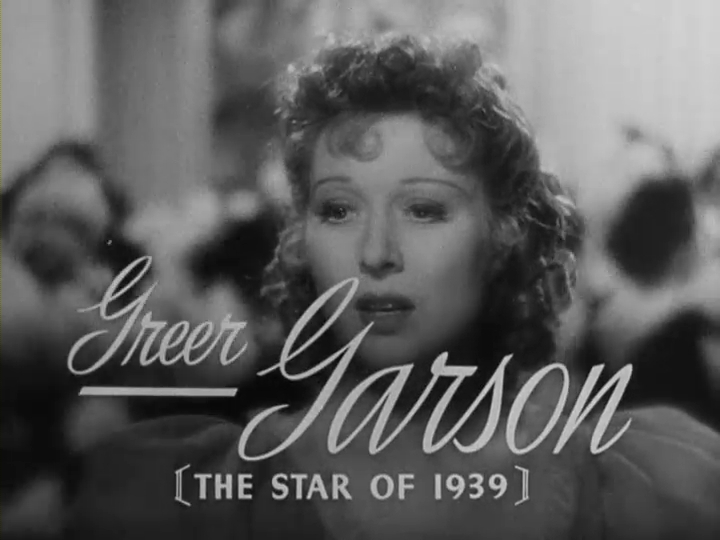
『チップス先生さようなら』（1939年）予告編より

グリア・ガースン（ガーソン）,CBE（Greer Garson,CBE、本名：Eileen Evelyn Greer Garson、1904年9月29日 - 1996年4月6日）は、イギリスの女優。ロンドン出身。

## 来歴
ロンドン大学卒業とグルノーブル大学大学院を修了後、広告代理店で働き、ローカル劇場などに出演。1937年ルイス・B・メイヤーにより見出され、メトロ・ゴールドウィン・メイヤーと契約。1939年にアメリカ映画に初出演する。1940年の『高慢と偏見』でエリザベス・ベネットを演じ、高く評価される。
第二次世界大戦下の1942年公開の『ミニヴァー夫人』でタイトルロールを演じ、アカデミー主演女優賞を受賞し、授賞式で5分ほどスピーチをしたため、後に「45秒ルール」の原因になった。1941年から5年連続でアカデミー賞にノミネートされた。1960年公開の『ルーズベルト物語』でゴールデングローブ賞 主演女優賞 (ドラマ部門)を受賞。
1951年にアメリカの市民権を取得。1996年にテキサス州ダラスにて慢性心臓疾患により91歳で亡くなりダラス北方のスパークマン・ヒルクレスト記念墓地に埋葬された。生涯で3度結婚、実子はいない。
1960年11月に来日している。

## 主な出演作品
| 公開年 | 邦題 原題                                | 役名                                           | 備考                                                                        |
| ------ | ---------------------------------------- | ---------------------------------------------- | --------------------------------------------------------------------------- |
| 1939   | チップス先生さようならGoodbye, Mr. Chips | キャサリン                                     | アカデミー主演女優賞候補                                                    |
| 1939   | Remember?                                | リンダ・ブロンソン                             |                                                                             |
| 1940   | 高慢と偏見 Pride and Prejudice           | エリザベス・ベネット                           |                                                                             |
| 1941   | 塵に咲く花 Blossoms in the Dust          | エドナ                                         | アカデミー主演女優賞候補                                                    |
| 1941   | When Ladies Meet                         | クレア・ウッドラフ                             |                                                                             |
| 1942   | ミニヴァー夫人 Mrs. Miniver              | ケイ・ミニヴァー夫人                           | アカデミー主演女優賞受賞                                                    |
| 1942   | 心の旅路 Random Harvest                  | "ポーラ・リッジウェイ"／マーガレット・ハンソン |                                                                             |
| 1943   | キュリー夫人 Madame Curie                | マリ・キュリー                                 | アカデミー主演女優賞候補                                                    |
| 1944   | パーキントン夫人 Mrs. Parkington         | スージー・パーキントン                         | アカデミー主演女優賞候補                                                    |
| 1945   | 愛の決断 The Valley of Decision          | メアリー・ラファティ                           | アカデミー主演女優賞候補                                                    |
| 1945   | 冒険 Adventure                           | エミリー・シアーズ                             |                                                                             |
| 1947   | Desire Me                                | マリーズ・オーベール                           |                                                                             |
| 1948   | 奥様武勇伝 Julia Misbehaves              | ジュリア・パケット                             |                                                                             |
| 1949   | フォーサイト家の女 That Forsyte Woman    | アイリーン・フォーサイト                       |                                                                             |
| 1950   | The Miniver Story                        | ケイ・ミニヴァー                               |                                                                             |
| 1951   | The Law and the Lady                     | ジェーン・ホスキンス                           |                                                                             |
| 1953   | Scandal at Scourie                       | ヴィクトリア・マクチェズニー                   |                                                                             |
| 1953   | ジュリアス・シーザー Julius Caesar       | カルプルニア                                   |                                                                             |
| 1954   | Her Twelve Men                           | ジャン・スチュアート                           |                                                                             |
| 1955   | 荒野の貴婦人 Strange Lady in Town        | ジュリア・ウィンスロウ・ガース                 |                                                                             |
| 1960   | ルーズベルト物語 Sunrise at Campobello   | エレノア・ルーズベルト                         | ゴールデングローブ賞 主演女優賞 (ドラマ部門) 受賞・アカデミー主演女優賞候補 |
| 1966   | 歌え!ドミニク The Singing Nun            | 修道院長                                       |                                                                             |
| 1967   | 最高にしあわせ The Happiest Millionaire  | コーデリア（母親）                             |                                                                             |
| 1979   | 若草物語 Little Women                    | キャサリン・マーチ                             | テレビ映画                                                                  |

## 参照
1. ↑  http://www.thefilter.com/Actor-Director/156502-Greer-Garson Garson's educational details are provided near the beginning

## 日本語関連書籍
- 筈見有弘責任編集『ハリウッド・ビューティーズ：1940年代のアメリカ女優 イングリッド・バーグマンからエリザベス・テイラーまで』（シネアルバム96、芳賀書店、1983年）
- 筈見有弘『ハリウッド・カップルズ』（キネマ旬報社、1998年）※『キネマ旬報』連載の単行本化、ウォルター・ピジョンとの共演作8作品について一章が割かれている